# یواس‌اس فرفکس (دی‌دی-۹۳)
یواس‌اس فرفکس (دی‌دی-۹۳) (به انگلیسی: USS Fairfax (DD-93)) یک کشتی بود که طول آن ۹۵٫۸ متر (۳۱۴ فوت) بود. این کشتی در سال ۱۹۱۷ ساخته شد.